# Acalypha mogotensis
Acalypha mogotensis är en törelväxtart som beskrevs av Ignatz Urban. Acalypha mogotensis ingår i släktet akalyfor, och familjen törelväxter. Inga underarter finns listade i Catalogue of Life.